# Hyperolius baumanni
Espèce
Statut de conservation UICN

 LC  : Préoccupation mineure
Hyperolius baumanni est une espèce d'amphibiens de la famille des Hyperoliidae.

## Répartition
Cette espèce se rencontre dans l'est du Ghana et dans l'ouest du Togo. Elle est endémique de la chaine Akwapim-Togo,.

## Étymologie
Cette espèce est nommée en l'honneur d'Ernst Baumann (1863–1895).

## Publication originale
- Ahl, 1931 : Amphibia, Anura III, Polypedatidae. Das Tierreich, vol. 55, p. 477.